# Magyarföld
Magyarföld è un comune dell'Ungheria di 34 abitanti (dati 2001). È situato nella contea di Zala.